# Axel Fredrik Granfelt
Axel Fredrik Granfelt, född 26 april 1815 i Hausjärvi, död 16 januari 1892 i Hattula, var en finländsk teolog, far till Axel August Granfelt.
Granfelt ansågs vara en av Finlands främsta teologiska tänkare och författare under 1800-talet. Mellan 1854 och 1870 innehade han professuren i teologisk dogmatik och moral vid Helsingfors universitet. I Det kristliga lifvets villkor och väsende söker han upprätthålla en opartisk bedömning av relationen mellan väckelsetrogna ("de väckta") och den evangeliska riktningen. Han tillhörde Erlangen-skolan och ansåg att den vetenskapliga kritiken hade sin plats inom dogmatiken. Kristendomen kunde också bevisas vetenskapligt, enligt honom. Han verkade även för tyska socialpolitiska idéer i landet.

## Utmärkelser
- Sankt Annas orden, tredje klass,  5 maj 1861[3]
- Sankt Stanislausorden, andra klassen,  16 april 1865[3]
- Sankt Annas orden, andra klass,  4 april 1874[3]

[Redigera Wikidata]